# 040 PLM 3211 à 3362

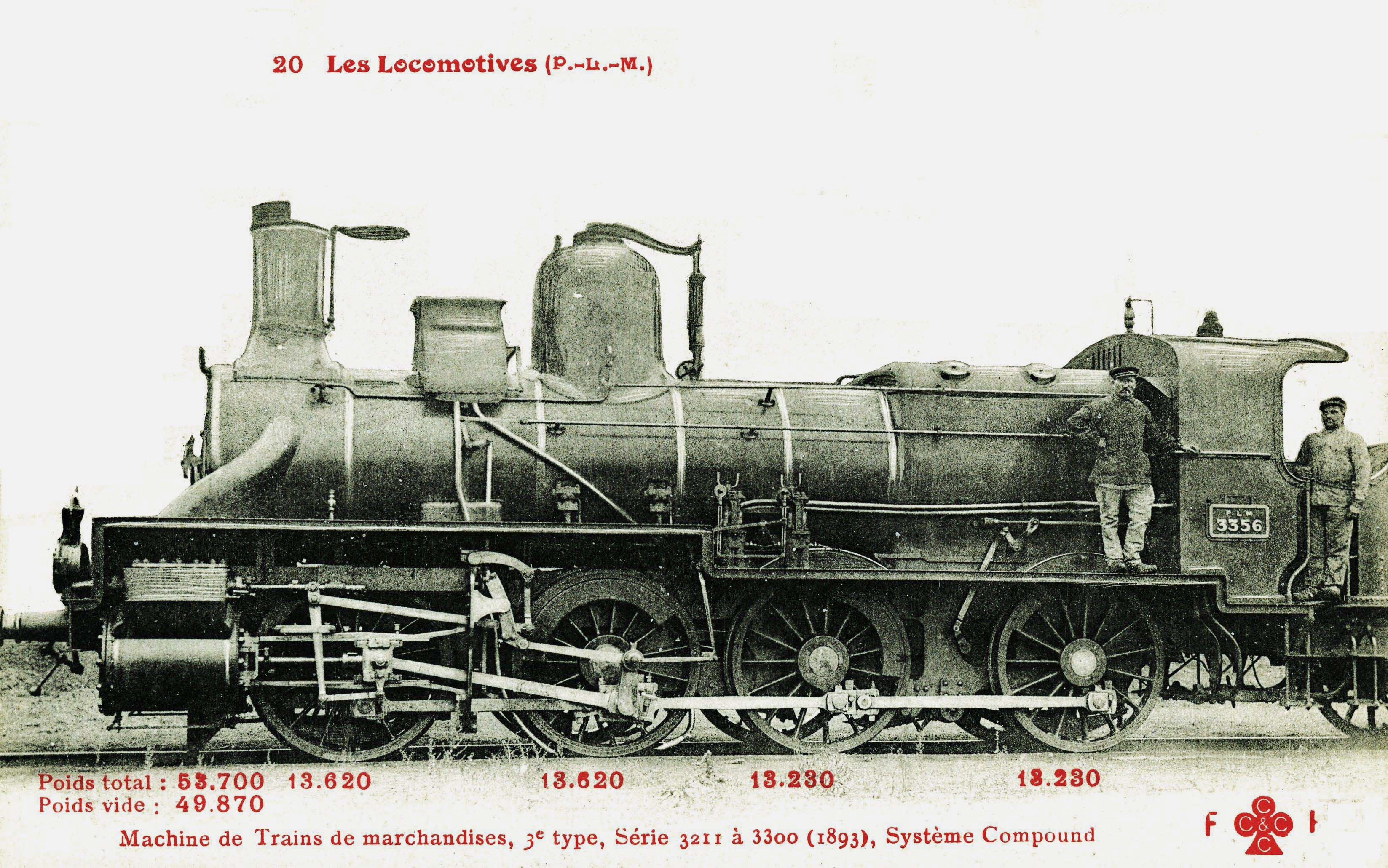
Carte postale de la locomotive 3356.

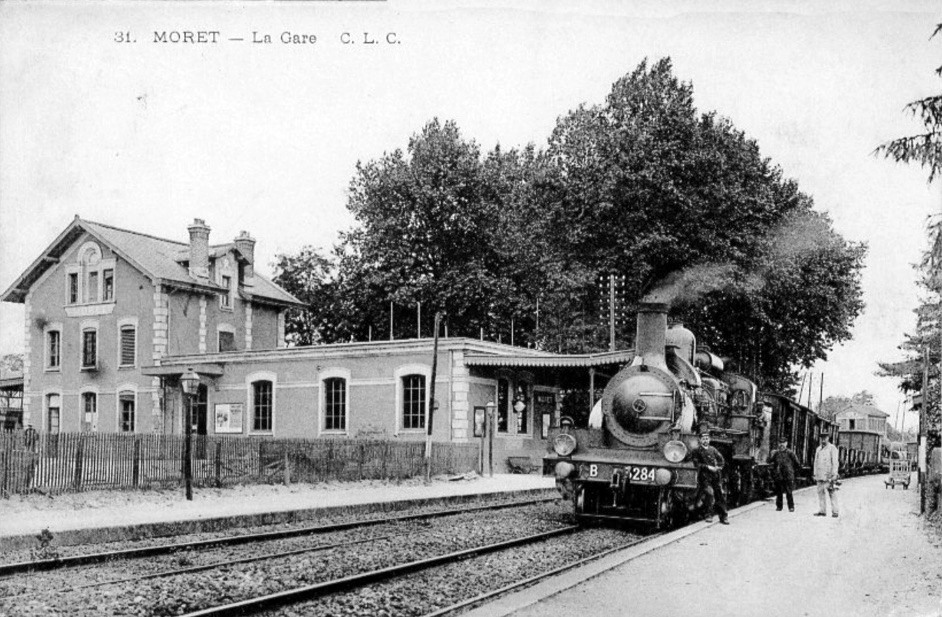
La locomotive 040 PLM B 3284 en gare de Moret vers 1900.

Les 040 PLM 3211 à 3362 sont des locomotives compound à 4 cylindres utilisées pour la traction des trains de marchandises de la Compagnie des chemins de fer de Paris à Lyon et à la Méditerranée.
Elles ont été construites entre 1892 et 1895.
En 1898, 40 locomotives, les 3261 à 3300, disposant du frein à air comprimé sur les 2e et 3e essieux, sont transformées en 230 et immatriculées B 3261 à 3300.
En 1924, elles sont renumérotées respectivement 230 D 1 à 40 alors que les 112 locomotives restantes, les 3211 à 3260 et 3301 à 3362 deviennent les 4 B 1 à 112.

## Histoire
A l'origine, deux prototypes de locomotives compound, les 3201 et 3202 ont été construits en 1887 par les ateliers de Paris afin d'expérimenter cette technique. Devant les résultats obtenus, il est décidé de réaliser une série de 152 locomotives.

## La construction
Elle est réalisée dans l'ordre suivant
- N° 3211 à 3222, livrées par Schneider en 1892
- N° 3223 à 3235, livrées par Schneider en 1892
- N° 3236 à 3260, livrées par Fives-Lille en 1893
- N° 3261 à 3280, livrées par Cail en 1893
- N° 3281 à 3300, livrées par la Société de construction des Batignolles en 1893
- N° 3301 à 3325, livrées par Fives-Lille en 1894
- N° 3326 à 3350, livrées par Cail en 1894
- N° 3351 à 3362, livrées par la Société Franco-Belge en 1895

## Caractéristiques
- Pression de la chaudière : 15 bar

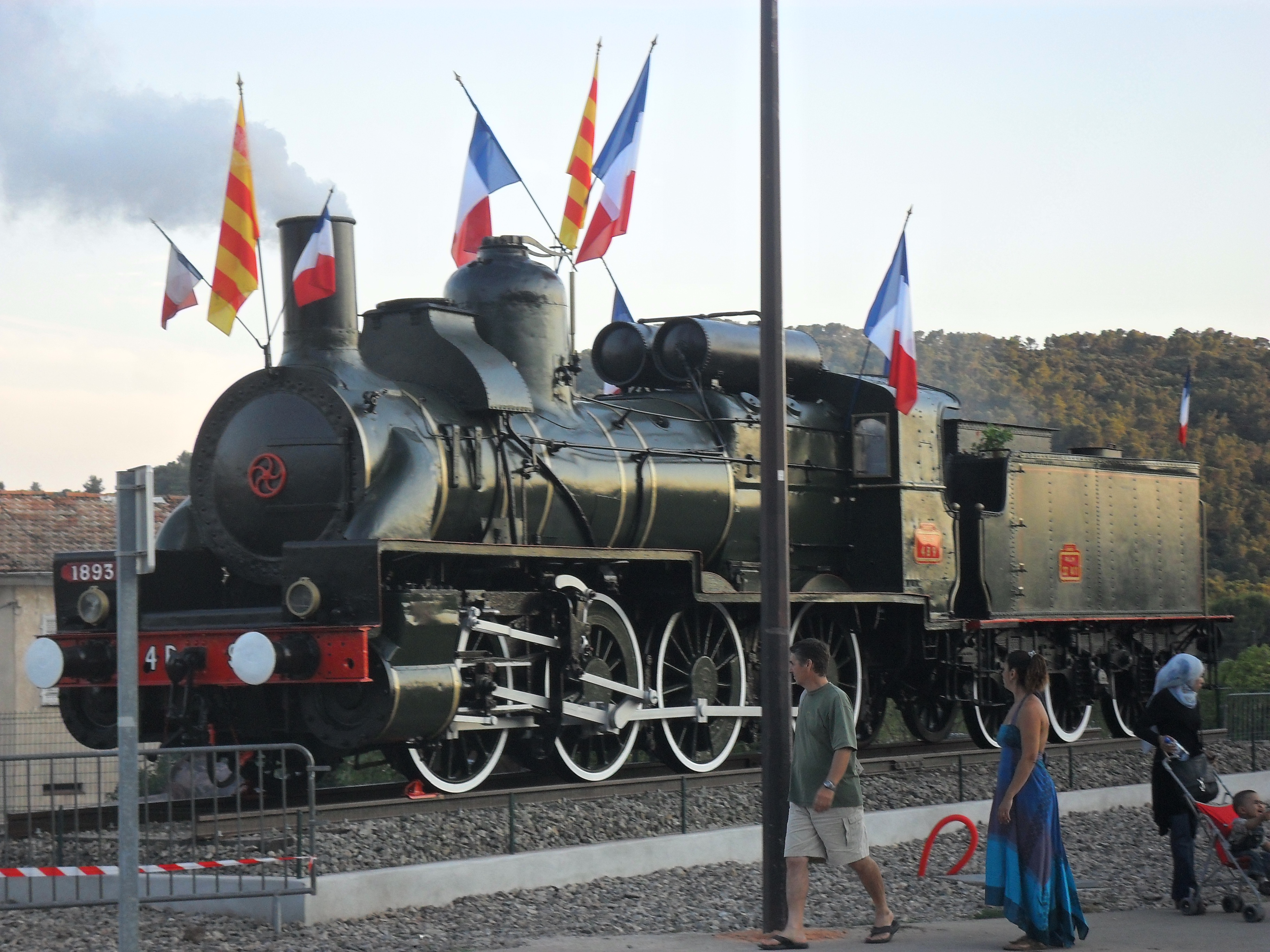
Locomotive 4B 9 préservée à Carnoules dans le Var.

- Surface de grille : 2,37 / 2,45 m2
- Surface de chauffe :88,15 m2
- Diamètre et course des cylindres intérieurs (HP) : Ø360 * 650 mm
- Diamètre et course des cylindres extérieurs (BP) : Ø590 * 650 mm
- Diamètre des roues motrices : Ø1500
- Poids à vide : 49,87 / 51,28 t ; 51,53 t pour les 3261 à 3300.
- Poids en ordre de marche : 53,700 / 55,9 t
- Longueur : 9,77 m
- Empattement : d'avant en arrière : 1,890 + 1,680 + 2,160 = 5,730 m
- Masse du tender en ordre de marche : 26 t[3]
- Capacité du tender en eau : 12 m3
- Capacité du tender en charbon : 4 t
- Vitesse maximale en service : 65 km/h

## Préservation
La locomotive 4B9 ex 3219, construite par Schneider en 1892 (numéro de construction 2513) est préservée à Carnoules dans le département du Var. Elle a été exposée dans un premier temps sans tender depuis 1979. En 2011, la locomotive retrouve un tender.

## Modélisme
Les 4 B du PLM ont été reproduites à l'échelle HO par l'artisan Gécomodel, sous forme de kit en laiton à monter.